# Rubus briareus
Rubus briareus är en rosväxtart som beskrevs av Wilhelm Olbers Focke. Rubus briareus ingår i släktet rubusar, och familjen rosväxter.

## Underarter
Arten delas in i följande underarter:
- R. b. briareus
- R. b. herzogii